# Ophiomyia spuriosa
Ophiomyia spuriosa är en tvåvingeart som beskrevs av Spencer 1960. Ophiomyia spuriosa ingår i släktet Ophiomyia och familjen minerarflugor. Inga underarter finns listade i Catalogue of Life.